# Euphausia tenera
Euphausia tenera är en kräftdjursart som beskrevs av Hansen 1905. Euphausia tenera ingår i släktet Euphausia och familjen lysräkor. Inga underarter finns listade i Catalogue of Life.